# ʏ
Cette page contient des caractères spéciaux ou non latins. S’ils s’affichent mal (▯, ?, etc.), consultez la page d’aide Unicode.
ʏ, appelé petite capitale Y, est une lettre additionnelle de l’écriture latine qui est utilisée dans l’alphabet phonétique international.

## Utilisation
Dans l’alphabet phonétique international, /ʏ/ représente une voyelle pré-fermée antérieure arrondie. Le symbole est adopté en 1898, en même temps que les symboles petite capitale I ‹ ɪ › et petite capitale U ‹ ᴜ ›.
Dans les deux premières éditions du dictionnaire de prononciation allemande de Krech et al. publiées en 1969 et 1983, le ou droit ‹ ү › est utilisé au lieu du symbole petite capitale y ‹ ʏ ›.

## Représentations informatiques
La petite capitale Y peut être représentée avec les caractères Unicode (alphabet phonétique international) suivants :
| formes    | représentations | chaînes de caractères | points de code | descriptions                              |
| --------- | --------------- | --------------------- | -------------- | ----------------------------------------- |
| minuscule | ʏ               | ʏ                     | U+028F         | lettre minuscule latine petite capitale y |